# Tête de Soulaure
La Tête de Soulaure (3.242 m s.l.m. - detto anche Pic Felix Neff) è una montagna francese delle Alpi del Delfinato. È la più alta del Massiccio dell'Embrunais.
La montagna si trova nella valle di Freissinières ed è collocata nei pressi della Tête de la Cannonière.
Il toponimo Pic Felix Neff è legato a Felix Neff, pastore protestante che nel XVIII secolo ha svolto la sua opera nel Delfinato.